# Karel Svoboda (výsadkář)
Karel Svoboda (18. října 1912 Slaný – 3. dubna 1982 Praha) byl československý voják, jehož kvůli zranění v operaci Anthropoid nahradil Jan Kubiš. Byl vysazen v rámci paravýsadku Wolfram.

## Mládí
Narodil se 18. října 1912 ve Slaném. Otec Karel byl majitelem sodovkárny, matka Aloisie, rozená Ziková, byla v domácnosti. Měl mladší sestru Alžbětu (*1914). Ve Slaném absolvoval obecnou, měšťanskou školu a dva roky obchodní školy. Poté pracoval jako kancelářský pomocník. Nakonec nastoupil u otce v sodovkárně.
Základní vojenskou službu vykonal v letech 1932–1934 jako spojař v Trutnově. Do zálohy odešel jako svobodník a nastoupil opět do sodovkárny svého otce. V roce 1936 se oženil s Irenou Hájkovou, z Kvíčku u Slaného. V letech 1936–37 pracoval v sodovkárně v Běstíně. Při mobilizaci nastoupil opět k hraničářskému praporu v Trutnově. Po demobilizaci nastoupil u původního zaměstnavatele na pobočce v Praze.

## V exilu
Protektorát opustil v noci z 28. na 29. června 1939 (jeho manželka byla tou dobou těhotná, syn Karel se narodil 3. září 1939). Přes Polsko, kde podepsal závazek, se dostal do Francie, kde nastoupil u Cizinecké legie. Po vypuknutí války byl v Agde prezentován do československé zahraniční armády a zařazen k 1. pěšímu pluku jako spojař. Zúčastnil se bojů na frontě a po pádu Francie byl, již v hodnosti četaře, evakuován do Anglie. Tam dorazil lodí Rod el Farag 7. července 1940.
13. července 1940 byl zařazen ve funkci zástupce velitele ke spojovací četě velitelské roty 2. pěšího praporu 1. čs. smíšené brigády. Dne 28. října 1940 byl povýšen na rotného.
Na jaře 1941 se přihlásil a byl vybrán pro plnění zvláštních úkolů. Od 15. srpna do 20. září 1941 absolvoval základní kurz a parakurz. Kvůli utrpěnému zranění byl odvolán z výsadku Anthropoid, do kterého byl původně zařazen. Od 23. června 1942 do konce června 1943 absolvoval speciální radiokurz a již jako radista skupiny Wolfram kurz přijímání skupin a práce s Eurekou. Po zdokonalovacím kurzu odletěl 2. července 1943 do Itálie.

## Nasazení
14. září 1944 byl vysazen poblíž obce Nytrová. Při dopadu se jeho padák zachytil na střeše osamělého stavení. Do rána se mu podařilo uvolnit a skrýt stanici. Nepodařilo se mu ale setkat se s ostatními příslušníky výsadku a 16. září byl zatčen gestapem. Po sérii brutálně vedených výslechů v Českém Těšíně a Brně prozradil úkryt radiostanice. 13. ledna 1945 byl převezen do koncentračního tábora Flossenbürg. Osvobozen byl v dubnu 1945 společně se Stanislavem Zuvačem z výsadku Potash, a to americkou armádou po třídenním pochodu smrti. Kvůli celkové zesláblosti se léčil v americké polní nemocnici a poté v Praze.

## Po válce
Po propuštění z nemocnice se přihlásil na MNO a nastoupil zdravotní dovolenou. Po jejím skončení byl dne 13. června 1945 přidělen k 2. oddělení hlavního štábu MNO (tzv. Likvidační skupina) v Praze. Dne 18. června 1945 bylo proti němu vzneseno trestní oznámení a byl vyšetřován pro možnou zradu (což bylo u parašutistů ze Západu, kteří přežili válku v německém zajetí, běžnou praxí). Postavil se za něj jeho bývalý velitel mjr. Josef Otisk. Trestný čin nebyl prokázán a počátkem prosince 1945 bylo řízení proti němu zastaveno (o rok později byl jeho případ znovu otevřen a poté odložen).
2. listopadu 1945 opustil na vlastní žádost armádu. Setkal se se svým synem, který se narodil po jeho odchodu do zahraničí (manželka a rodiče byli za pomoc výsadkářům v roce 1942 popraveni, přežila pouze sestra). Začátkem roku 1946 byl povýšen na podporučíka pěchoty a v témže roce se oženil Marií Špringerovou. Z tohoto manželství se v roce 1947 narodila dcera Marie.
Po odchodu z armády pracoval jako úředník na ministerstvu zahraničí jako telegrafista na radioústředně. Během roku 1948 jej kontaktoval bývalý štábní kapitán Václav Knotek, který přicestoval do Československa, aby Svobodu zapojil do odboje (jednalo se o přijímání šifrovaných zpráv z Londýna, které měl Svoboda přijímat a předávat). Karel Svoboda se podle některých zdrojů domníval, že jde o provokaci ze strany StB a událost oznámil na MV. Na domluvené schůzce Václava Knotka a Karla Svobody došlo k zadržení Václava Knotka, který záhy po svém zatčení spáchal sebevraždu požitím jedu.
V roce 1949 byl z Ministerstva zahraničí propuštěn. Poté pracoval na hydrometeorologické stanici na Ruzyni. V roce 1949 Svobodu oslovil po svém návratu do vlasti mjr. Pavel Hromek, který po únoru 1948 opustil Československo. Kontakt s Hromkem ohlásil bezpečnostním orgánům. V roce 1952 byla Svobodovi nabídnuta spolupráce se státní bezpečností, k níž se zavázal dne 6. ledna 1953, ale pro jeho neaktivitu byla v roce 1957 rozvázána. V roce 1960 začal pracovat v Hydrometeorologickém ústavu v Komořanech, odkud v roce 1969 odešel do důchodu.
Dne 9. května 1965 byl Karel Svoboda povýšen do hodnosti poručíka a následně nadporučíka pěchoty. Až do své smrti byl sledován StB. Zemřel 3. dubna 1982 v Praze.

## Vyznamenání
- 1944 –  Pamětní medaile československé armády v zahraničí se štítky Francie a Velká Británie
- 1944 –  Československý válečný kříž 1939
- 1944 –  Československá medaile za zásluhy II. stupně